# Kunstforum International
Kunstforum International (Eigenschreibweise KUNSTFORUM International) ist eine deutsche Zeitschrift zur zeitgenössischen Kunst im Buch-Format, die seit 1973 in sechs bis sieben Ausgaben jährlich erscheint.

## Geschichte
Gründer von Kunstforum International war Dieter Bechtloff, zuvor Redakteur und Teilhaber in der seit 1964 in Mainz erscheinenden Zeitschrift Magazinkunst. Einer der ersten Mitarbeiter war der Kunstkritiker Klaus Honnef, der sich vor allem für die Fotografie als Kunstform einsetzte; 1985 und 1986 war er Mitherausgeber. Die Zeitschrift startete zunächst als sogenanntes Insider-Blatt.

## Die Zeitschrift
Kunstforum International widmet sich den als klassisch geltenden Medien wie Malerei, Skulptur oder Grafik auch den Bereichen der visuellen Kultur, u. a. Fotografie, Architektur, Design, Multimedia, Videokunst, Performance, Graffiti etc. Zu den Besonderheiten gehören die von den Autoren konzipierten Schwerpunktdokumentationen zu aktuellen Kunstrichtungen, zu Medien und Kunstregionen, zu Kunst in den Kontexten Gesellschaft, Literatur, Wissenschaft etc. So erschienen in den letzten Jahren unter anderem Themenbände zu Feminismus, Natur und Kunst, Postdigitalität oder der neuen Auftragskunst.
Erweitert werden die Printbände durch ein Onlinearchiv, das alle seit 1973 erschienenen Ausgaben sowie Personen-, Institutions- und Ausstellungslexika zur zeitgenössischen Kunst und angrenzenden Bereichen umfasst. Neben den Titeldokumentationen enthalten die Bände Künstlermonografien, Interviews mit Ausstellungsmachern, Sammlern, Kulturpolitikern etc. sowie Korrespondentenberichte aus den internationalen Kunstzentren. Bild- und Nachrichtenteile dokumentieren Ausstellungen und Kataloge, Kulturpolitik, Personalien, Preise und Stipendien sowie Einblicke in das Markt- und Messegeschehen.
Kunstforum  International erscheint im Buchformat, um das Konzept zu verdeutlichen, eine Zeitschrift für Leser zu sein, die vor umfassenden Lesekomplexen nicht zurückschrecken, wenn es um die Darstellung größerer Zusammenhänge geht. Als Autorenzeitschrift legt sie Wert darauf, dass die stilistischen Besonderheiten der Autoren erhalten bleiben. Für die Zeitschrift schreiben bekannte Kritiker und Theoretiker, viele von ihnen exklusiv.
Großausstellungen wie documenta, Biennale Venedig etc. werden als Rundgang in farbigen Installationsaufnahmen mit Karten und Lageplänen sowohl im Print als auch in einer App dokumentiert.

## Themen (Auswahl)
- Ästhetik der Straße
- Kunst im Kollektiv
- Kunst im Anthropozän
- Kunst des Miteinanders als globale Überlebensstrategie
- Kunst als Medium von Erinnerungen und Imagination
- Memes
- KI-Kunst
- Utopie
- Verhältnis von Kunst und Musik
- Performance und Partizipation
- Globalisierung
- Posthuman
- Borderlines
- Graffiti
- Feminismus
- Naturkunst
- Politik, Ethik, Kunst
- Public Image
- Cuteness
- Post-Vandalismus

## Autoren (Auswahl)
- Annelie Pohlen
- Heinz-Norbert Jocks
- Jürgen Raap
- Larissa Kikol
- Michael Stoeber
- Oliver Zybok
- Rainer Metzger
- Reinhard Ermen
- Roland Schappert
- Sabine B. Vogel